# Lega Nazionale A 1955-1956 (hockey su ghiaccio)
La stagione 1955-1956 del campionato svizzero di hockey su ghiaccio ha visto campione l'EHC Arosa.

## Classifica Finale
|   | Classifica        | G  | V  | N | P  | GF  | GS | Dif | Pt |
| - | ----------------- | -- | -- | - | -- | --- | -- | --- | -- |
| 1 | Arosa             | 14 | 10 | 3 | 1  | 112 | 54 | +58 | 23 |
| 2 | Davos             | 14 | 9  | 1 | 4  | 69  | 51 | +18 | 19 |
| 3 | La Chaux-de-Fonds | 14 | 6  | 3 | 5  | 70  | 67 | +3  | 15 |
| 4 | ZSC Lions         | 14 | 6  | 2 | 6  | 74  | 73 | +1  | 14 |
| 5 | Ambrì-Piotta      | 14 | 6  | 1 | 7  | 68  | 67 | +1  | 13 |
| 6 | Young Sprinters   | 14 | 6  | 0 | 8  | 59  | 64 | -5  | 12 |
| 7 | GCK Lions         | 14 | 4  | 0 | 10 | 51  | 90 | -39 | 8  |
| 7 | Berna             | 14 | 4  | 0 | 10 | 59  | 96 | -37 | 8  |

LEGENDA:

G=Giocate, V=Vinte, N=Pareggiate, P=Perse, GF=Gol Fatti, GS=Gol Subiti, Dif=Differenza Reti, Pt=Punti

### Spareggio
I GCK Lions sconfiggono lo SC Bern per 5-2.

## Spareggio (LNA-LNB)
L'EHC Basel sconfigge lo SC Bern 10-9 e viene promosso in prima divisione.

## Classifica Marcatori
|    | Nome              | Squadra         | Gol |
| -- | ----------------- | --------------- | --- |
| 1. | Hans-Martin Trepp | EHC Arosa       | 47  |
| 2. | Bob Kelly         | HC Ambrì-Piotta | 27  |
| 3. | Otto Schläpfer    | ZSC Lions       | 25  |